# Ōtsuka Hironori

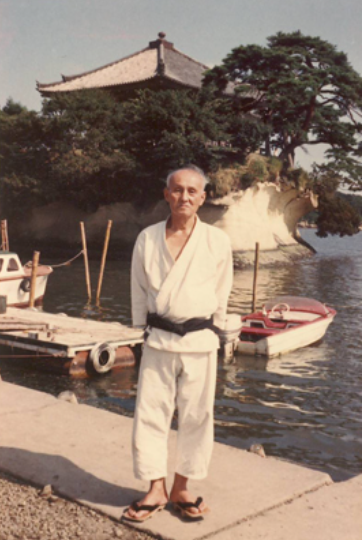
Ōtsuka Hironori

Ōtsuka Hironori (jap. 大塚 博紀; * 1. Juni 1892 in Shimodate, Japan; † 29. Januar 1982), Begründer der Karate-Stilrichtung Wadō-Ryū. Er ist der erste Karateka, dem der Ehrentitel Meijin verliehen wurde.

## Leben
Ōtsuka Hironori war der älteste Sohn des Kinderarztes und Internisten Ōtsuka Tokujirō. Sein eigentlicher Vornahme lautete Kō und als sechsjähriger soll er das Training des jūjutsu unter einem Großonkel begonnen haben. Er besuchte die Mittelschule und begann im Alter von 13 Jahren Shindō Yōshin-ryū (神道揚心流) bei Matsuoka Tatsuo und Nakayama Tatsusaburō zu trainieren. Nach der Schule besuchte er die Handelsfakultät der Waseda-Universität in Tokio und arbeitete anschließend bei der Kawasaki-Bank als Bankkaufmann.
1922 begann Otsuka Hironori mit seinem Karate-Training bei Funakoshi Gichin. Parallel praktizierte er weiterhin Yōshin-ryū und erhielt im Alter von 29 Jahren das Diplom Menkyo Kaiden Shihan von Nakayama. Ab 1936 übernahm er die führende Lehrtätigkeit u. a. beim Karate-Klub der Universität Tokio. Zu dieser Zeit entwickelte er seinen Stil Wadō-Ryū und ließ diesen am 1. April 1939 bei der Dainippon Butokukai registrieren.
Ōtsuka Hironori wurde 1972 von der IMAF-Kokusai Budoin der Titel Meijin verliehen.